# Nationaal Park Cordillera Azul
Het Nationaal park Cordillera Azul is een natuurreservaat gelegen in Peru, in het grensgebied van de regio's San Martín, Loreto, Ucayali en Huanuco. Het gebied ligt tussen de rivieren de Rio Huallaga en de Rio Ucayali en heeft een oppervlakte van 13.500 vierkante kilometers. Binnen het gebied zijn zeer verschillende geologische formaties en levensgemeenschappen. Er zijn rotsformaties en berghellingen met montaan bos van de uitlopers van de Andes en het lager gelegen regenwoud van het Amazonebekken. De biodiversiteit is zeer hoog. Er komen 71 soorten grote zoogdieren voor, waaronder 10 soorten primaten, 516 vogelsoorten (waaronder de in 2017 ontdekte cordillera-azulmiervogel), 82 soorten amfibieën en reptielen en 93 soorten vissen. De flora omvat ongeveer 1600 vaatplanten die daar zijn beschreven, het totaal aanwezige aantal soorten wordt geschat tussen de vier- en zesduizend.